# Ålandstrafiken
Ålandstrafiken ist ein Verkehrsunternehmen auf den Ålandinseln, das Fährlinien, Seilzugfähren und Buslinien betreibt. Die Gesellschaft verkehrt mit ihren Schiffen zwischen den Inseln sowie zu den westlichen Häfen Finnlands. Alle Fährlinien werden von privaten Reedern betrieben.

## Schiffsverkehr

### Fährlinien

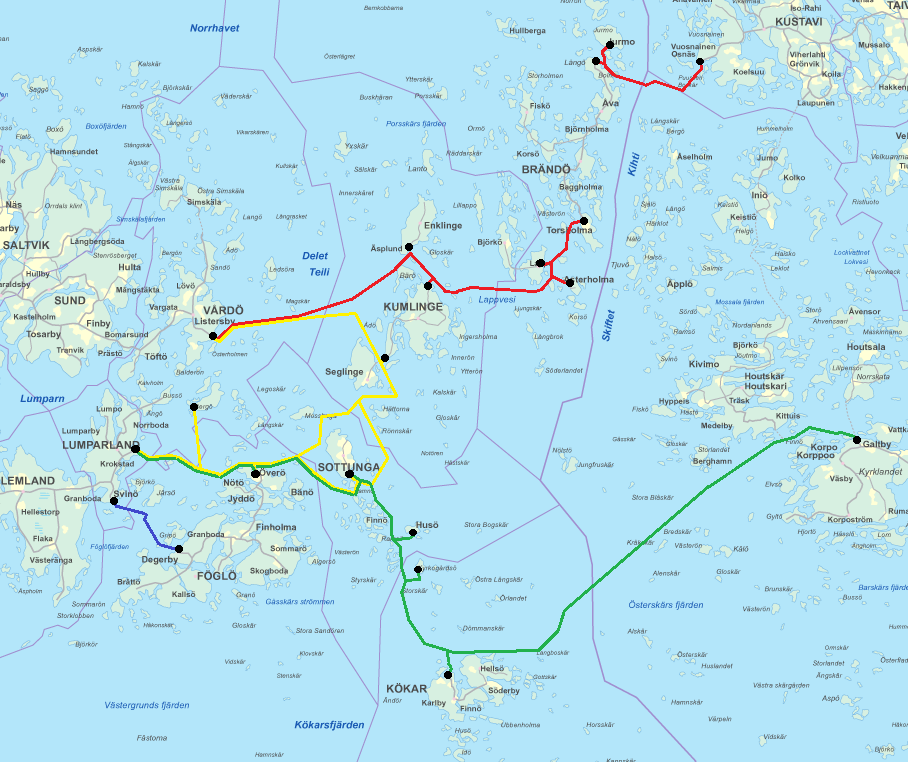
Fährlinien auf Åland (schwedisch)

Der Verkehr im Åland-Archipel ist in vier Linien unterteilt. Die Linien verbinden die Archipelgemeinden mit dem Festland Åland und dem finnischen Festland.
- Die Nordlinie startet in Hummelvik, Vårdö nach Osnäs, Gustavs auf dem finnischen Festland. Die Fähre hält an den Zwischenhäfen Enklinge (Insel in der Gemeinde Kumlinge), Kumlinge, Lappo (Insel in der Gemeinde Brändö) und Torsholma (Insel in der Gemeinde Brändö) an. In Torsholma geht es über die Straße nach Åva (Insel in der Gemeinde Brändö). Von Åva fährt eine Fähre weiter nach Osnäs in Gustavs, eine zweite Fähre verkehrt zwischen Åva und Jurmo (Insel in der Gemeinde Brändö).

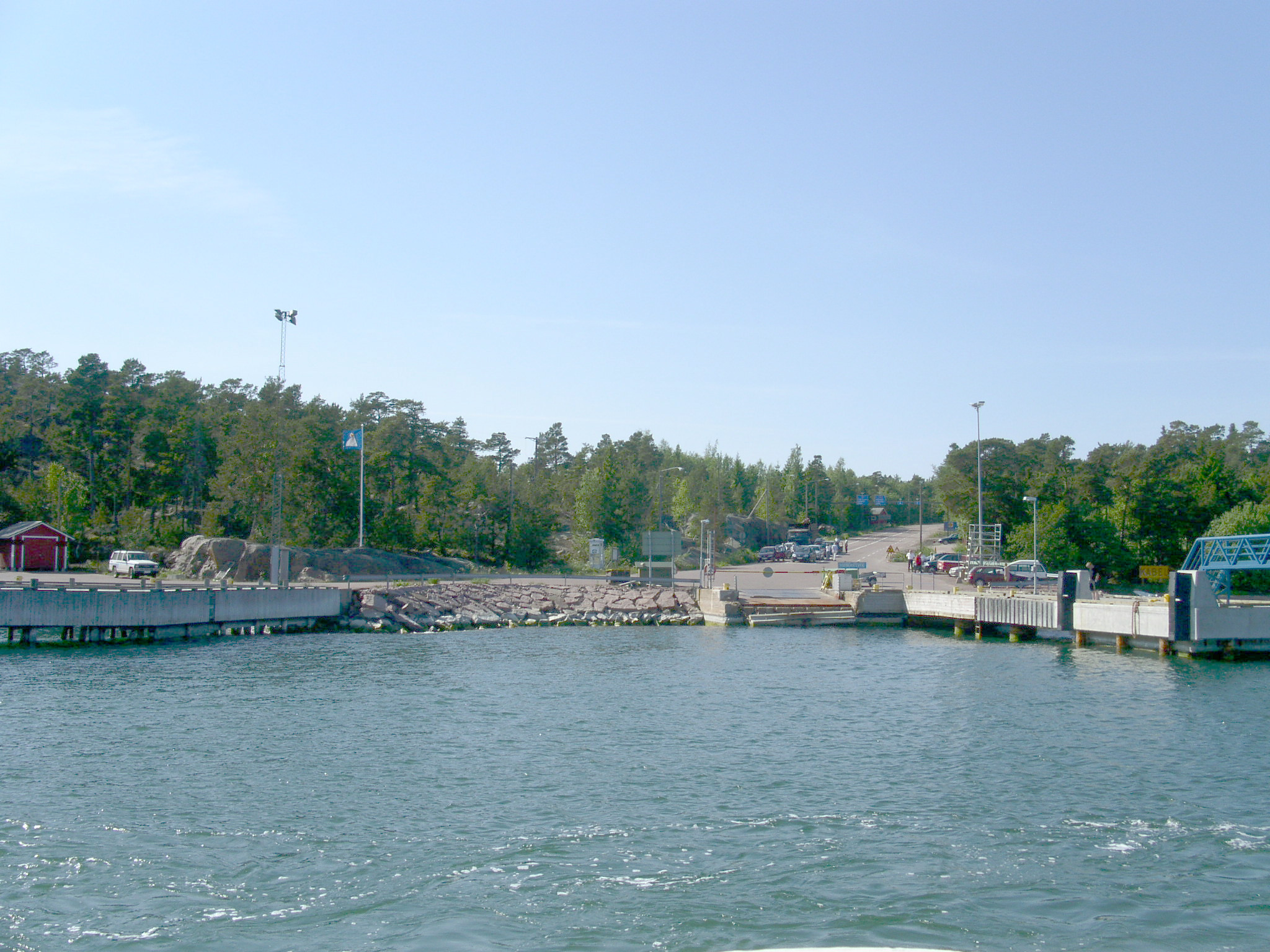
Hafen von Hummelvik, Vårdö
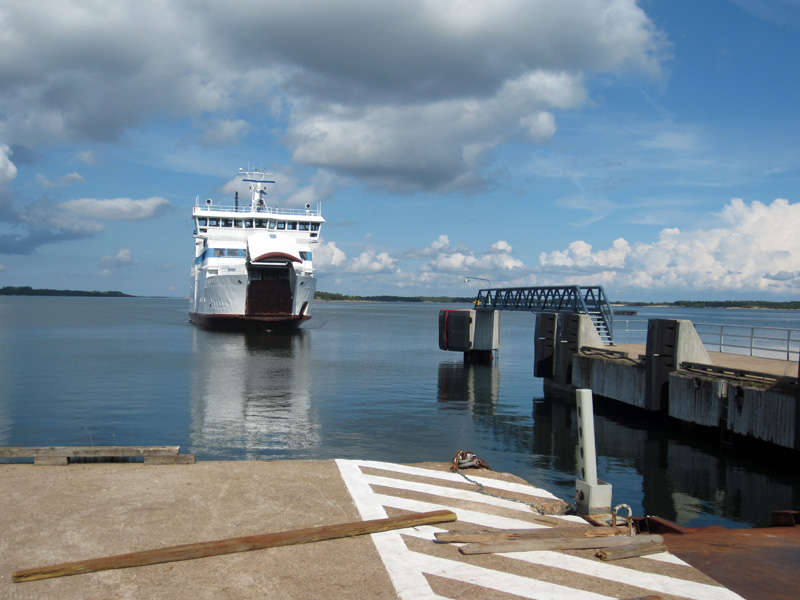
Fähranlegeplatz Kumlinge
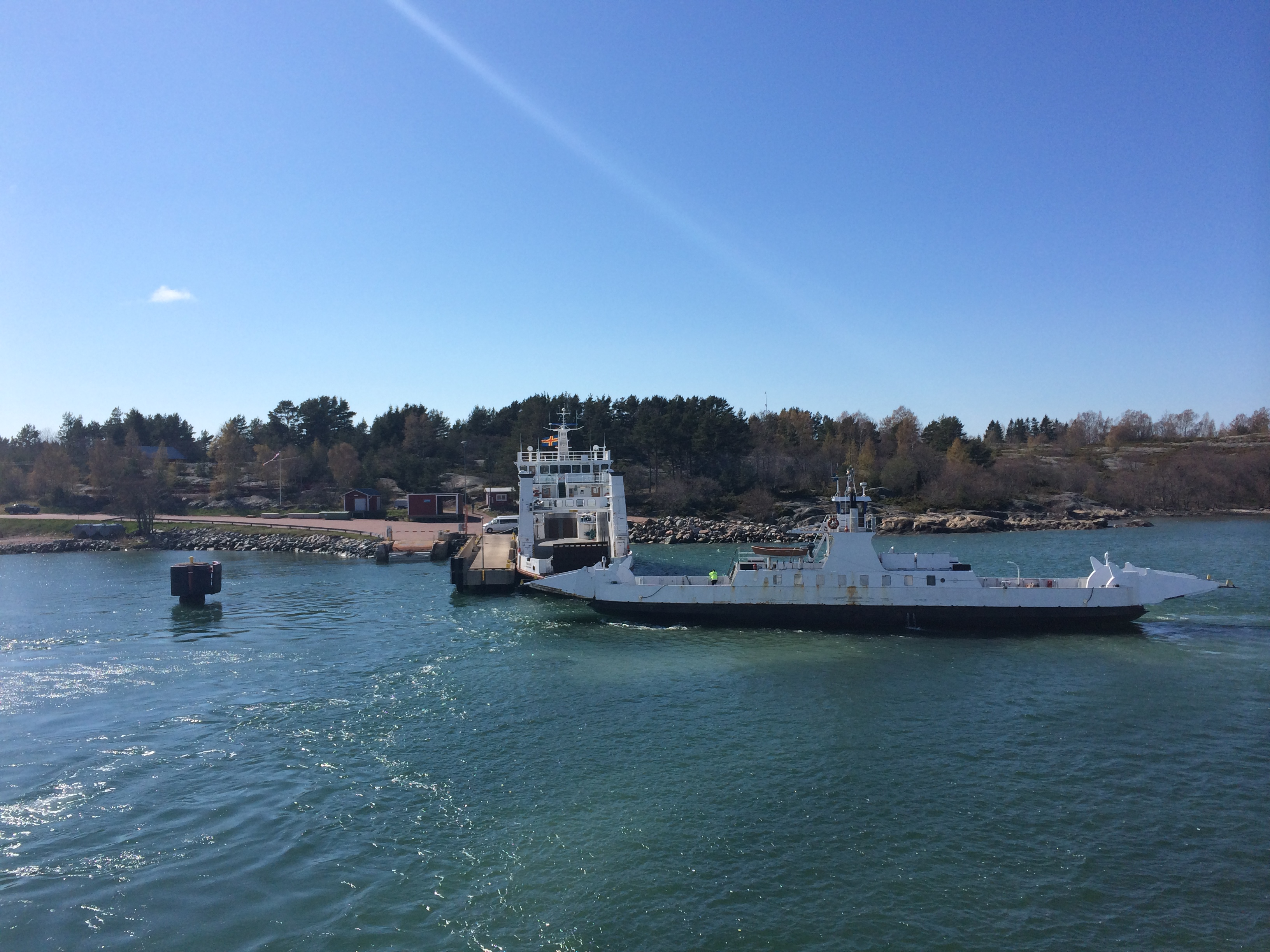
Fähranlegeplatz Lappo, Brändö
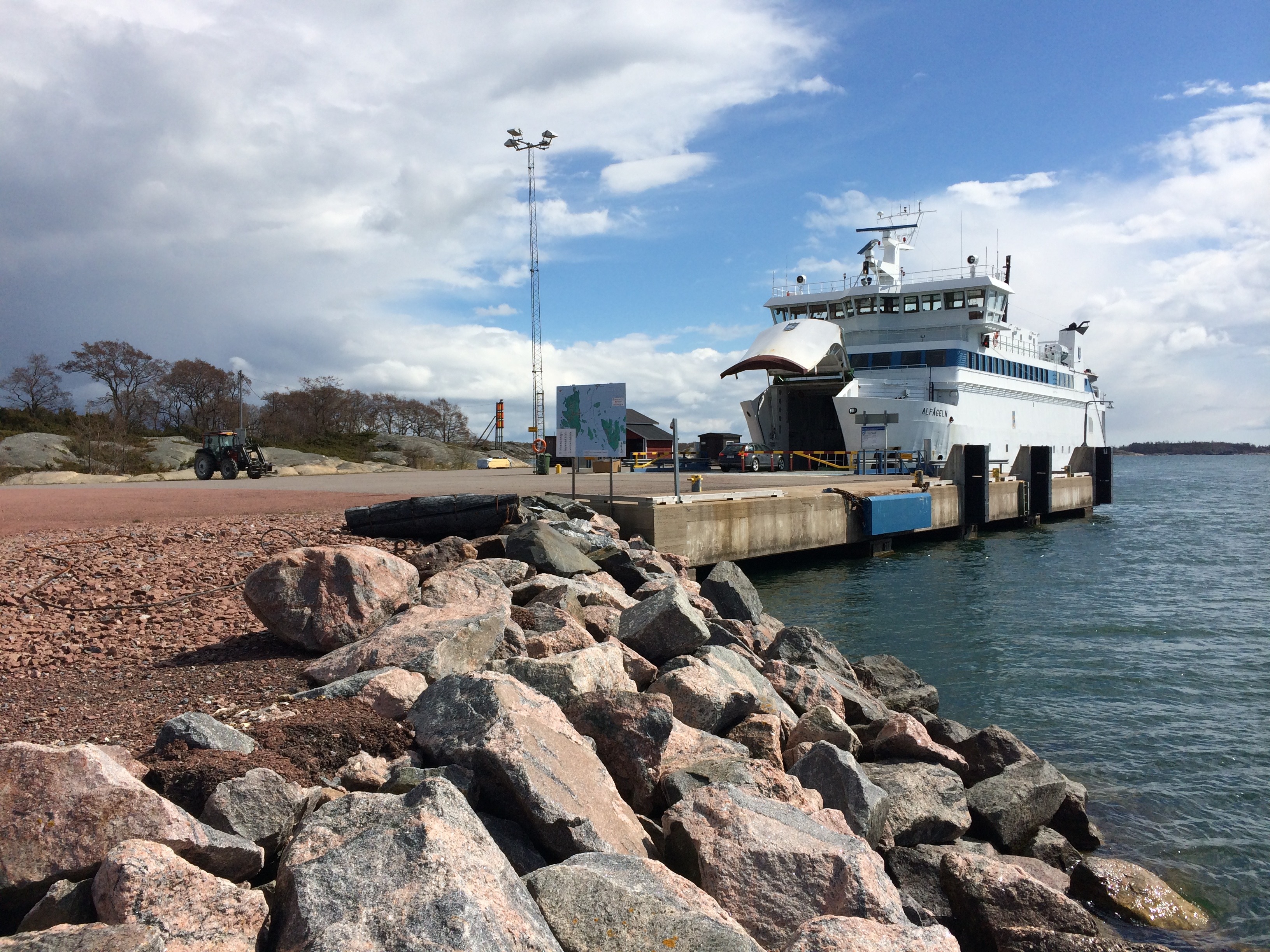
Fähranlegeplatz Torsholma, Brändö
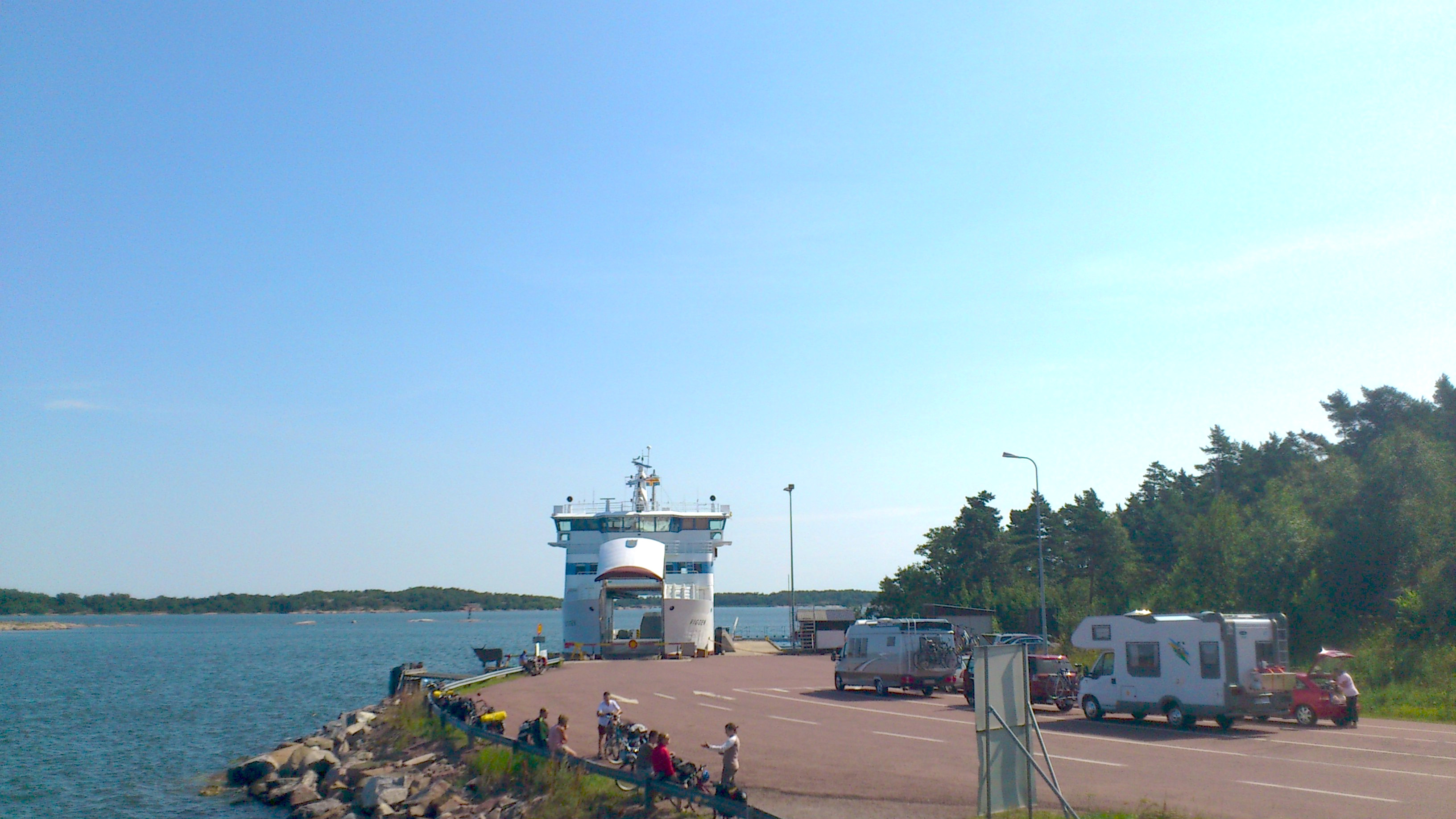
Fähranlegeplatz Åva, Brändö

- Die Südliche Linie startet in Långnäs, Lumparland nach Galtby, Korpo auf dem finnischen Festland. Die Fähre hält an den Zwischenhäfen Överö (Insel in der Gemeinde Föglö), Sottunga, Husö (Insel in der Gemeinde Sottunga), Kyrkogårdsö (Insel in der Gemeinde Kökar) und Kökar an.

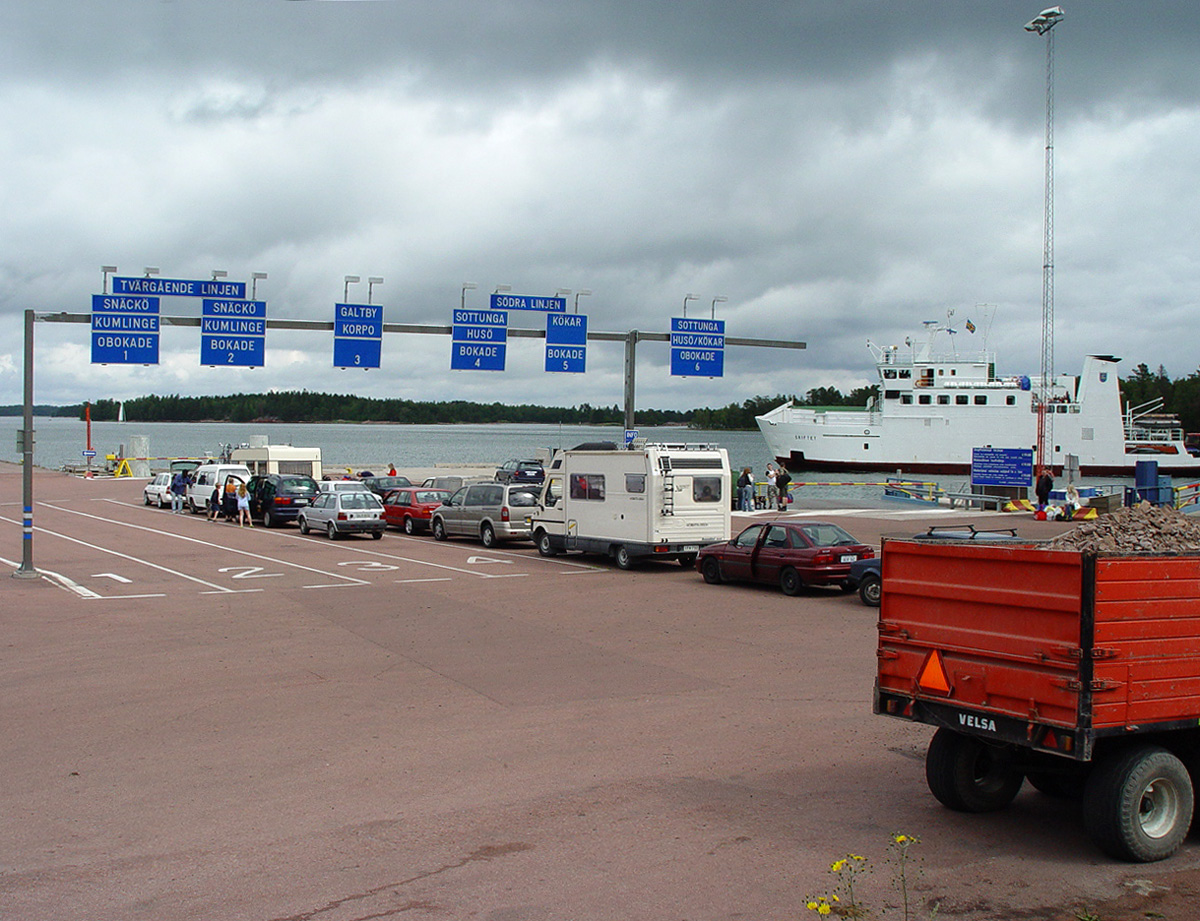
Hafen von Långnäs, Lumparland
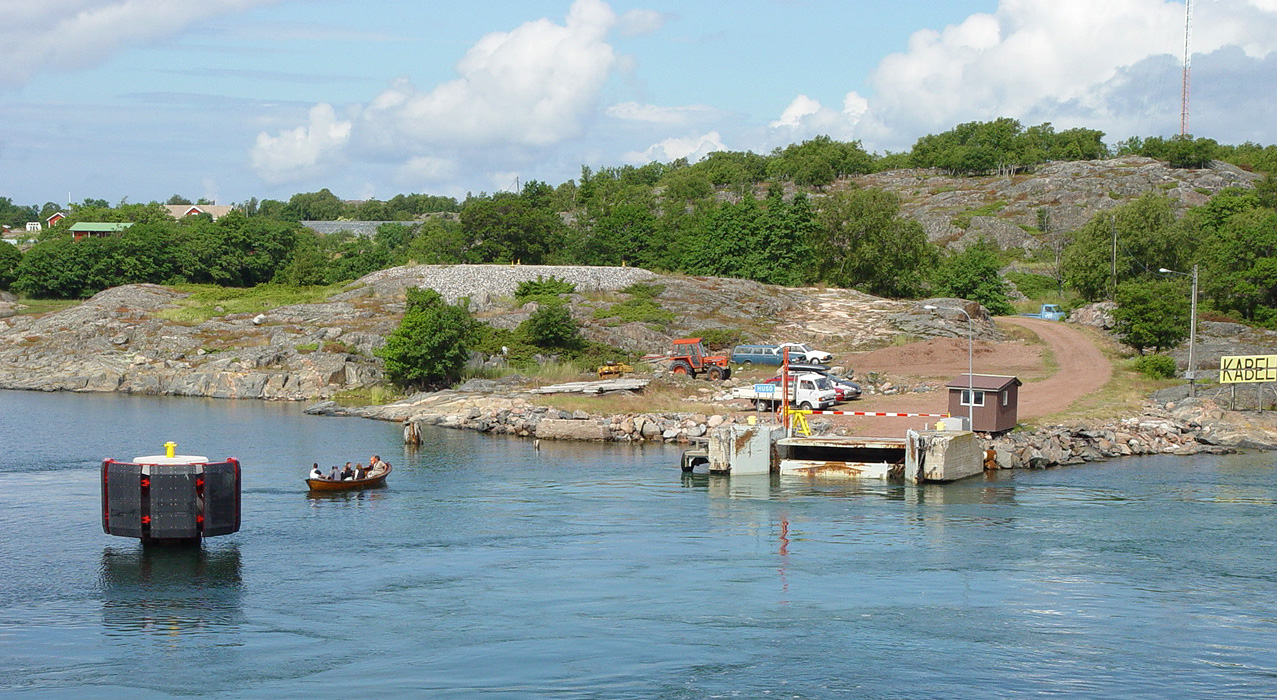
Fähranlegeplatz Överö, Föglö
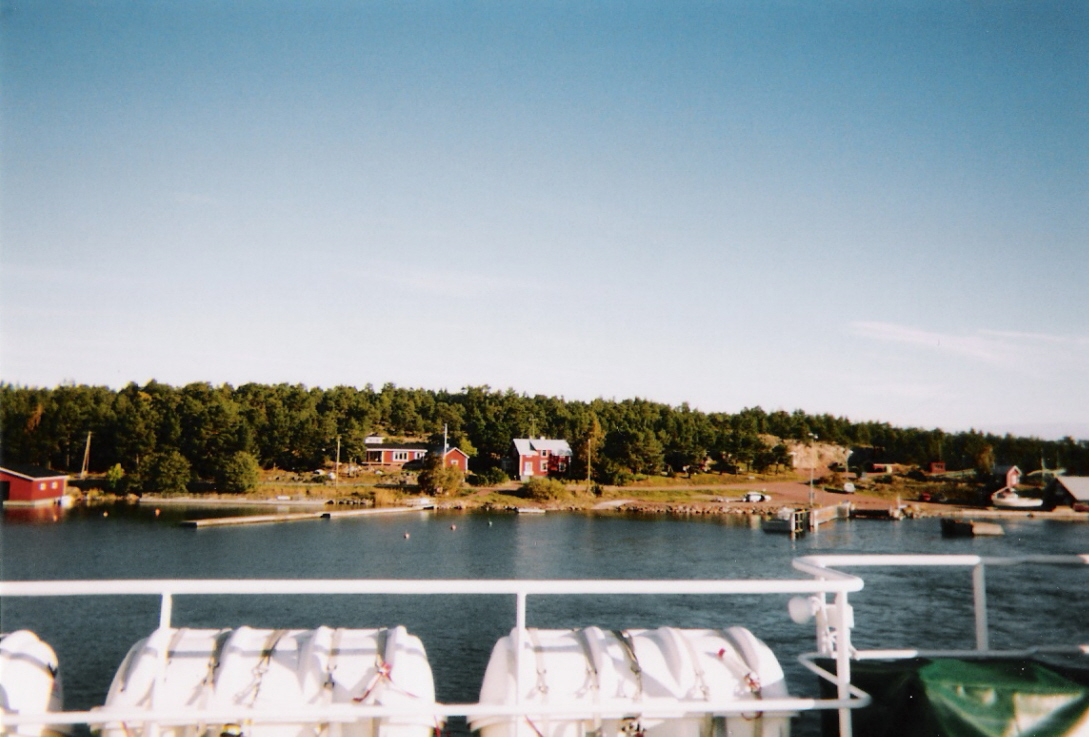
Fähranlegeplatz Sottunga
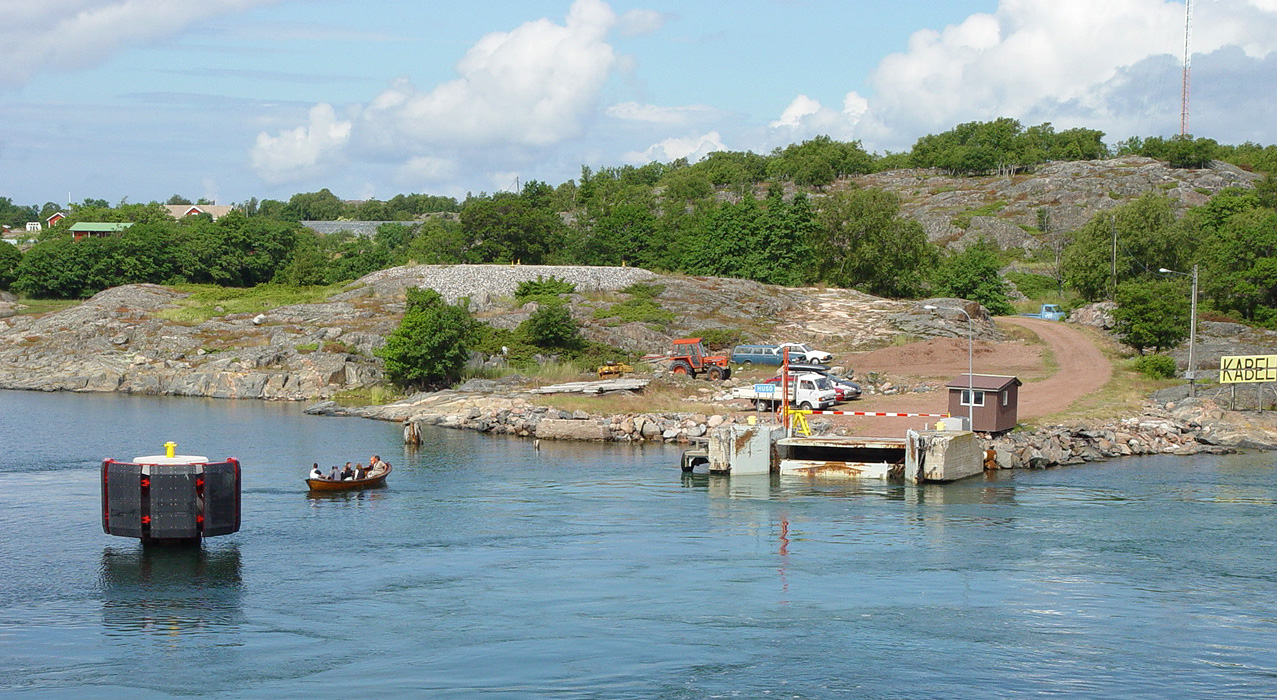
Fähranlegeplatz Husö, Sottunga
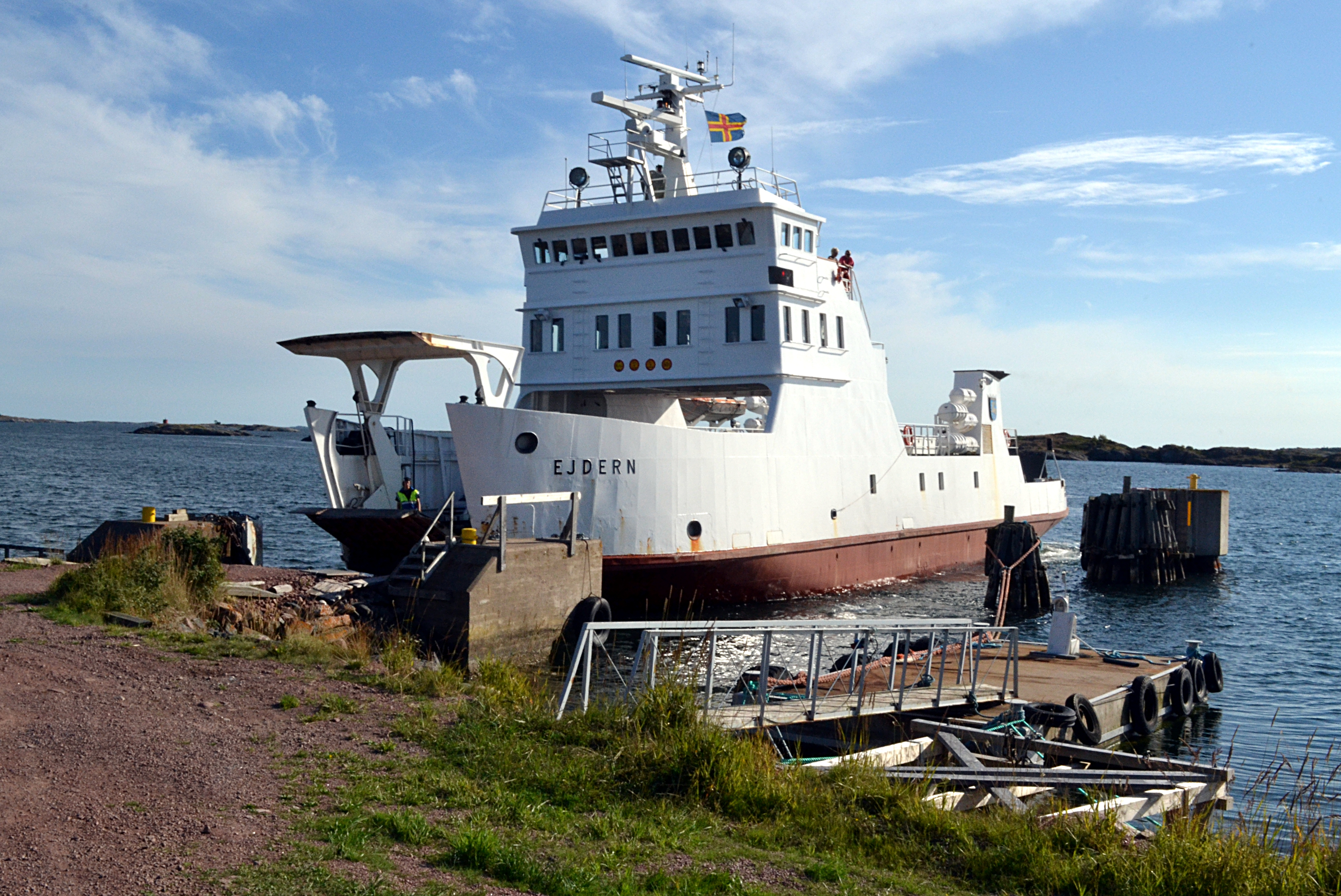
Fähranlegeplatz Kyrkogårdsö, Kökar

- Die Querlinie verkehrt zwischen Långnäs, Lumparland und Snäckö, Kumlinge. Överö, Sottunga und auch manchmal Bergö (Insel in der Gemeinde Vårdö) werden auf Anfrage angefahren. Mit der Querlinie können Sie zwischen der Nord- und Südlinie wechseln, ohne einen Umweg über die Hauptinsel Fasta Åland machen zu müssen.

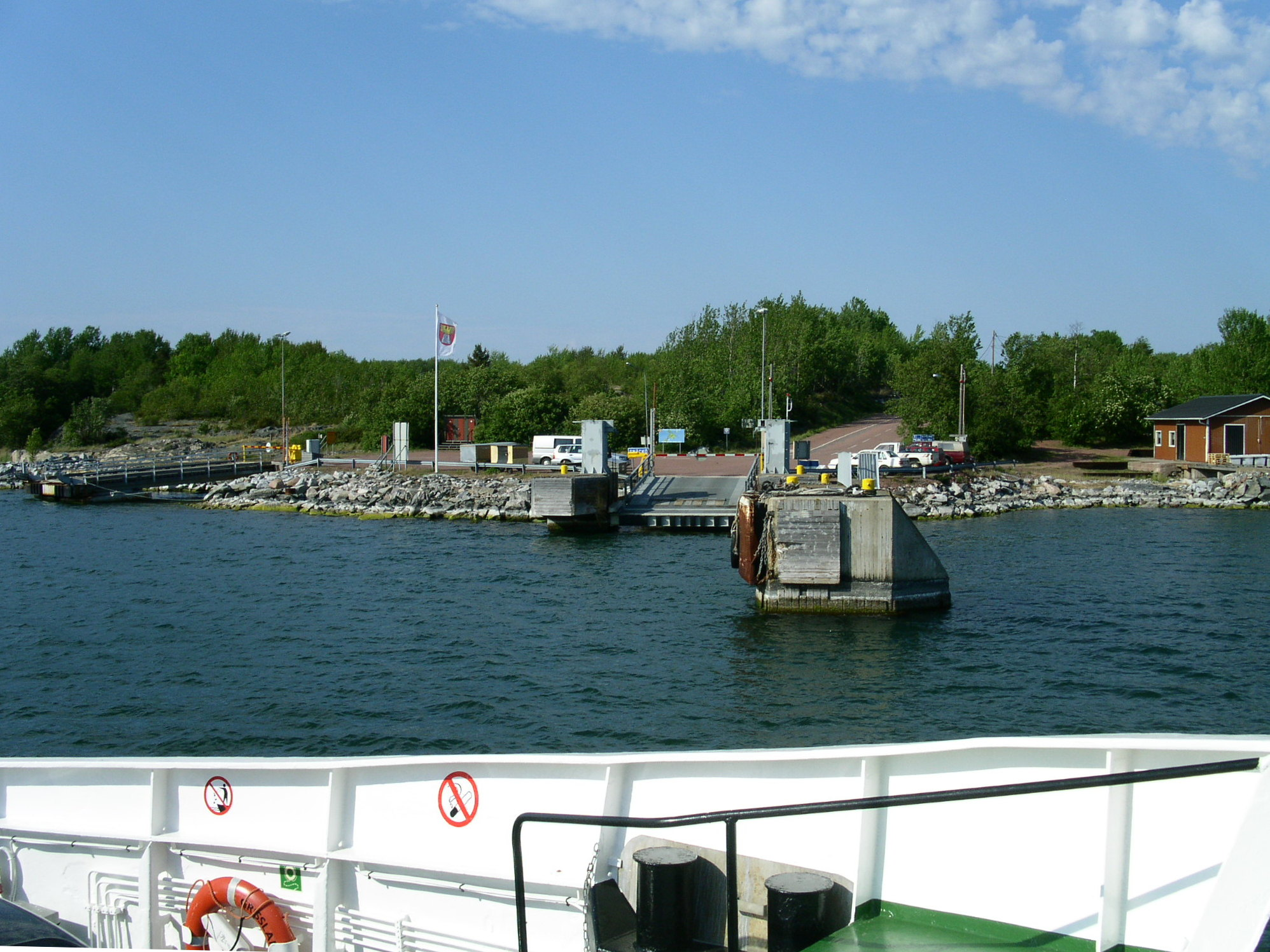
Fähranlegeplatz Snäckö, Kumlinge

- Die Föglö-Linie verkehrt zwischen Svinö, Lumparland und Degerby, Föglö. Die Fähre muss nicht im Voraus gebucht werden (nur eine Fahrt am frühen Morgen und am späten Abend sollte direkt zur Fähre gebucht werden).

### Flotte
Fähren
| Name      | Bild | Zugelassene Passagierzahl | Fahrzeugkapazität | Fährlinie                                              | Betreiber                                         | Eigner                          |
| --------- | ---- | ------------------------- | ----------------- | ------------------------------------------------------ | ------------------------------------------------- | ------------------------------- |
| Alfågeln  |      | 300                       | 52 PKW            | Hummelvik-Enklinge-Kumlinge-Lappo-Torsholma            | Ansgar, Mariehamn, Åland                          | Åländische Landschaftsregierung |
| Doppingen |      | 070                       | 12 PKW            | Åva-Jurmo                                              | Alandia Tug, Mariehamn, Åland                     | Åländische Landschaftsregierung |
| Ejdern    |      | 200                       | 26 PKW            | Torsholma-Lappo-Asterholma-Kumlinge-Enklinge           | Nordic Jetline Finland, Pörtö, Kalkkiranta, Sipoo | Nordic Jetline Finland          |
| Gudingen  |      | 195                       | 23 PKW            | Långnäs-Överö-Sottunga-Husö-Kyrkogårdsö-Kökar-Galtby   | Nordic Jetline Finland, Pörtö, Kalkkiranta, Sipoo | Åländische Landschaftsregierung |
| Knipan    |      | 157                       | 22 PKW            | Långnäs-Överö-Sottunga-Husö-Kyrkogårdsö-Kökar-Galtby 1 | Nordic Jetline Finland, Pörtö, Kalkkiranta, Sipoo | Åländische Landschaftsregierung |
| Östern 2  |      | 126                       | 16 PKW            |                                                        | Sundqvist Investments, Laivurinkatu, Hanko        | Sundqvist Investments           |
| Skarven   |      | 250                       | 65 PKW            | Svinö-Degerby                                          | Ansgar, Mariehamn, Åland                          | Åländische Landschaftsregierung |
| Skiftet   |      | 200                       | 24 PKW            | Långnäs-Överö-Sottunga-Husö-Kyrkogårdsö-Kökar-Galtby   | Nordic Jetline Finland, Pörtö, Kalkkiranta, Sipoo | Åländische Landschaftsregierung |
| Viggen    |      | 250                       | 50 PKW            | Osnäs-Åva                                              | Ansgar, Mariehamn, Åland                          | Åländische Landschaftsregierung |

### Seilzugfähren
Ålandstrafiken betreibt sechs Seilzugfähren
- Die Björkö-Linie verläuft zwischen Lappo (Insel in der Gemeinde Brändö) und Björkö (Insel in der Gemeinde Kumlinge)
- Die Embarsunds-Linie verläuft zwischen Finnholma (Insel in der Gemeinde Föglö) und Jyddö (Insel in der Gemeinde Föglö)
- Die Simskäla-Linie verläuft zwischen Vårdö und Simskäla (Insel in der Gemeinde Vårdö)
- Die Ängösunds-Linie verläuft zwischen Lumparland und Ängsö (Insel in der Gemeinde Vårdö)
- Die Töftö-Linie verläuft zwischen Prästö (Insel in der Gemeinde Sund) und Töftö (Insel in der Gemeinde Vårdö).
- Die Seglinge-Linie verläuft zwischen Snäckö (Insel in der Gemeinde Kumlinge) und Seglinge (Insel in der Gemeinde Kumlinge)

## Busverkehr
Ålandstrafiken betreibt die Buslinien:
- 1 Fahrbetrieb von Williams Buss
- 2 Fahrbetrieb von Viking Line Buss
- 3 Fahrbetrieb von Viking Line Buss
- 4 Fahrbetrieb von Viking Line Buss
- 5 Fahrbetrieb von Williams Buss
- 6 Fahrbetrieb von Williams Buss
- 7A Fahrbetrieb von Williams Buss
- 7B Fahrbetrieb von Williams Buss
- 8 Fahrbetrieb von Ålandsbussen AB[7]

Ålandstrafiken betreibt den lokalen Busverkehr:
- Busverkehr in Lemland (Fahrbetrieb von Taxibolaget 22100 AB)
- Busverkehr in Lemland (Fahrbetrieb von Ålands Taxi), Sund (Fahrbetrieb von Sundsbussen)
- Busverkehr in Saltvik-Norra Finström (Fahrbetrieb von Viking Line Buss)
- Busverkehr in Brändö, Kumlinge, Kökar
- Busverkehr in Föglö